# Magareng Local Municipality
Magareng (englisch Magareng Local Municipality) ist eine Lokalgemeinde im Distrikt Frances Baard der südafrikanischen Provinz Nordkap. Der Sitz der Gemeindeverwaltung befindet sich in Warrenton. Bürgermeister ist Bongile Mhaleni.
Der Gemeindename ist ein Setswana-Wort mit der Bedeutung „in der Mitte“, er bezieht sich auf die geografische Lage.

## Städte und Orte
- Ikhutseng
- Warrenton
- Warrenvale

## Bevölkerung
Im Jahr 2011 hatte die Gemeinde 24.204 Einwohner. Davon waren 80 % schwarz, 13,9 % Coloured und 5,1 % weiß. Gesprochen wurde zu 67,1 % Setswana, zu 21,2 % Afrikaans, zu 3,6 % isiXhosa, zu 2,2 % Sesotho und zu 1,9 % Englisch.